# Fuga di notizie
Una fuga di notizie nel giornalismo è una divulgazione di informazioni soggette a embargo (da un ente pubblico o privato, da un gruppo di persone o da un singolo) talvolta prima di una loro uscita ufficiale (per esempio per mezzo di una conferenza stampa), o più in generale il rilascio non autorizzato di informazioni riservate.
Tale fuga può essere prodotta, nel caso di un ente o di una organizzazione, da una persona interna alla stessa (whistleblowing), oppure da persone esterne attraverso mezzi di spionaggio (es. nel giornalismo investigativo) o più semplicemente di ricerca, tramite documenti o vari testimoni (giornalismo d'inchiesta).

## Storia
Tra gli esempi storici più famosi di eventi di tal tipo nella storia contemporanea recente figura lo scandalo Watergate, che, nel 1974, portò addirittura alle dimissioni del presidente degli Stati Uniti Richard Nixon: nell'ambito dello scandalo, prima Mark Felt informò il Washington Post delle coperture offerte dal Presidente agli autori dell'effrazione; poi filtrarono sulla stampa i contenuti di una serie di intercettazioni ambientali che lo stesso Nixon aveva disposto nella Sala Ovale della Casa Bianca.
In Italia nel 2013 si ebbe il caso del "primo editore condannato per una fuga di notizie".

## Cause principali
Ci sono molte ragioni per cui le informazioni potrebbero essere trapelate. Nella storia del giornalismo moderno, si sono registrati soprattutto questi moventi:
- politico, se un policy maker desidera giudicare la reazione del pubblico ai suoi piani, prima di impegnarsi in una decisione pubblica; in questi casi le informazioni sono fatte trapelare (di solito da uno spin doctor) in modo tale da poter essere oggetto di una plausibile smentita, se le misure adombrate si rivelano impopolari;[3]
- altro tipo di vantaggio, pubblico o privato: le persone che hanno accesso a informazioni riservate potrebbero trovare vantaggioso renderle pubbliche, senza che sembrino essere responsabili della pubblicazione delle informazioni: ad esempio, sono state fatte trapelare informazioni che potrebbero mettere in imbarazzo gli oppositori politici o causare danni alla sicurezza nazionale. Le persone possono essere allettate per esporre informazioni segrete per altri motivi egoistici, come ad esempio un guadagno finanziario;
- etico: le persone a conoscenza di informazioni segrete su argomenti che considerano moralmente sbagliati o contro interesse pubblico - spesso denominati "whistleblower" - potrebbero divulgare le informazioni a loro note, esponendosi al rischio di essere sanzionati per la scelta fatta.